# 马里奥·特雷霍
马里奥·特雷霍（西班牙語：Mario Trejo，1956年2月11日—），墨西哥前男子足球运动员，司职后卫。他曾代表墨西哥国家队参加1986年国际足联世界杯，结果队伍止步八强赛。